# Achillea stepposa
Achillea stepposa là một loài thực vật có hoa trong họ Cúc. Loài này được Klokov & Krytzka mô tả khoa học đầu tiên năm 1984.